# Танга
 Тази статия е за града в Танзания.  За административния регион вижте Танга (регион).  
Танга (на суахили и на английски: Tanga) е едно от най-големите селища в Танзания, голям пристанищен град на Индийския океан, разположен недалеч от границата с Кения в североизточната част на страната. Намира се на 185 km северно от Дар ес Салаам и е административен център на едноименния регион. Срещу града е разположен остров Пемба, от който е разделен с едноименния пролив. Близо до крайбрежието, източно от Танга се намира и малкият остров Ямба. Северно от него в залива е разположен един още по-малък остров – Тотен.
Според официалното преброяване от август 2002 г. населението на Танга възлиза на 180 237 души. Предполага се, че през 2008 г. то е нараснало на 244 000 жители. Танга получава статут на надрегионален център през 1995 г. заедно с муниципалитетите Мбея и Моши. Той е важен икономически, търговски и транспортен център на страната. Повечето стоки, произведени в северната част на Танзания преминават през него – сизал, конопени влакна, кафе, чай, памук, кожи и кожени изделия.

## Климат
Климатът на града и околностите му е с умерени температури и валежи. Характеризира се с два дъждовни и два сухи сезона. Дългият дъждовен сезон е от март до май, а по-кратките валежи падат през октомври до декември. Валежите варират от 800 до 1600 mm годишно. Топлият сезон е от октомври до февруари, а температурите са умерени – между 23 °C и 32 °C през цялата година.

## История
Градът е създаден от персийски търговци през 16 век. Предполага се, че Танга е получил името си от племето диго, което се преселва тук от остров Тотен. През 16 и 17 век селището и околностите му са населени с народа шамба. В началото на 18 век по крайбрежието нахлуват арабски търговци на слонова кост, а по-късно и на роби. Градът е управляван първо от арабите в лицето на султана на Занзибар, а след това – от германците при колонизацията на Източна Африка. По време на арабското управление е бил център за износ на слонова кост. Започва да се развива икономически от 1889 г., когато тук е установен немски военен гарнизон и Танга става столица на Германска Източна Африка. Немците наричат колонията си Танганика и започват да я развиват с оглед на търговските си интереси. Изграждат железопътна линия до Моши през планината Усамбара, строят болницата в квартал Бомбо, училище „Танга“ и пристанище за нуждите на новите заселници. Планират застрояването на градския център с търговски и жилищни сгради. Градът носи свидетелства за дългата история и култура на местните племена, които до голяма степен доминират в ежедневието на жителите му. Няколко години преди идването на немците отглеждането и износа на сизал в околностите му започва да носи приходи на населението и градът е в началото на своя просперитет. За кратко време той става най-големият износител на сизал в света.
По време на Първата световна война в Танга са се водили няколко битки между германските и британски въоръжени сили. В началото на войната, на 4 ноември 1914 г. британски войски под ръководството на генерал-майор Айткен, състоящи се от 7000 индийци (по други данни 8000) дебаркират в крайбрежния квартал Расказоне. Добре подготвената немска армия е командвана от Фон Летов-Ворбек и включва в състава си основно аскари – мобилизирани африкански во̀йни. Командващият на английските войски пристъпва към битката с подценяване на африканските аскари и отказва всякаква помощ. Трябвало е операцията да бъде запазена в тайна, но немците бързо научават за приближаването на противниковите войски и са добре подготвени. Боевете се водят в чертите на града и въпреки че немският гарнизон е четири пъти по-малоброен от нападащите сили, германците нанасят тежко поражение на британците. Англичаните успяват да завземат Танга почти две години по-късно – на 17 юли 1916 г. със сухопътна офанзива от Тавета (сега в Кения) в Северната зона на Танзания. Трите немски гробища на загиналите в тази война и паметникът, посветен на тях все още напомнят на хората за тези събития.
Британците продължават и свързват построената от германците жп линия с централната линия, като с това осигуряват редовен и лесен достъп от града до Дар ес Салаам и вътрешността на страната. През 1922 г. създават в Танга първата модерна за времето си политическа организация Territory African Civil Services Association. Градът и регионът около него се приемат като неразделна част от Танганика през 1961 г. при обявяването на независимостта на страната. През 1964 г. става част от новообразуваната държава Танзания.

## Градска среда
Разположен на юг от кенийската граница, Танга се слави с крайбрежната си зона и прекрасните си пясъчни плажове, обкръжени от кокосови палми. В града са обособени уютни паркове, а край него има няколко лечебни серни извора, които привличат много посетители. Танга се счита за най-добре планираният град в Танзания. Обитаван е главно от племената диго, самбаа, бондей, зигуа и сегеджу.
Той е тих, уютен и организиран, липсва суматохата на големите туристически центрове, сградите са структурирани в изчистени линии и на много места са изградени джамии. Това е единственият голям град в Танзания, в центъра на който могат да се видят къщи, покрити със слама. Улиците са доминирани от велосипеди, а колите не са много.
Центърът на града се оформя около пристанището. Постепенно край него се изграждат барове, ресторанти, хотели, магазини, а също и единствената в района сграда, по-висока от 8 етажа. В архитектурата на Танга, както и при много други танзанийски градове, съществува смесица от стилове, плод на културата и традициите на различни народи. Тук могат да се видят стари арабски постройки, сгради от времето на германската колонизация, християнски църкви, много джамии, по-модерните постройки, останали от управлението на британците и т.н. В стария немски парк се намира обществената библиотека, заела помещенията на голяма арабска сграда. Любопитно е да се видят Мемориалът и военният паметник, църквата „Св. Георги“ и др. В Танга има много запазени колониални немски сгради, които все още се ползват и създават специфична атмосфера на селището. По-голямата част от тях се намират в центъра – часовниковата кула, съдебната палата, катедралата „Св. Антоний“, англиканската църква „Св. Августин“, жп гарата, старата гимназия, къщата „Катана“, един от хотелите, учителският колеж, учебният комплекс „Екенфорд“ и др. Сградите, останали от периода на британската колонизация са с по-нов дизайн и са строени предимно след Втората световна война.
Танга е известен като център на езика суахили. Популярният танзанийски писател и поет Шаабан Робърт, наричан „Бащата на суахили“ е живял и творил в града, а гробът му се намира недалеч от центъра.
В североизточната част на града, на малък полуостров, с лице към залива е разположен яхт-клубът на Танга. Ветроходството също е доста популярно в града. Близо до него се намират малкият чист хотел „Панори“ с ресторант, бар и тих спокоен плаж. Градът предлага доста добри хотели – „Shuniz“ в близост с автогарата, още „Мконде“, „Океански бриз“, „Пентагона“, „Мауа“, „Нинда“ и др. В хотел „Делфин“ в квартал Чуда в центъра на града се предлага храна от кухнята на местните племена.

## Здравеопазване
В града и района около него са изградени общо 52 здравни заведения. Това са една държавна и две частни болници, 6 здравни центъра, от които половината са държавни, 28 държавни и 15 частни амбулатории. Общият брой на болничните легла е 463. Амбулаториите са медицински пунктове, в които се оказва първа помощ и се извършват първични прегледи и диагностициране. В североизточната част на Танга, на самото крайбрежие е изградена голямата регионална болница Бомбо.
В непосредствена близост до болница Бомбо работи клон към Националния институт за медицински изследвания (NIMR) в Дар ес Салаам, разкрит през септември 2005 г. Преди това е функционирал като станция за изследване на заболяването лимфна филариоза (бругиоза). Снабден е с лаборатория за медицински и клинични изследвания и се правят проучвания на различни заболявания, с приоритет на инфекциозните. Особено внимание се отделя на маларията, бругиозата, СПИН-а и туберкулозата. Центърът дава възможност на студенти за кратко практическо обучение, както и за работа по магистратури или докторски изследвания. Поддържа връзка и сътрудничество с местни и чуждестранни университети и медицински заведения.
Заболяванията, от които най-често страдат жителите на града и окръга през 2006 г., степенувани по брой регистрирани случаи са следните:
- Малария – 173 059 случая
- Остри респираторни заболявания – 69 256
- Анемия – 40 944
- Пневмония – 34 582
- Диария – 29 655
- Инфекции на пикочните пътища – 20 778
- Глисти – 18 423
- Заболявания, изискващи дребна хирургична намеса – 14 196

Най-висока е смъртността от остри респираторни заболявания и почти толкова са и смъртните случаи от малария.
През 2006 година, проучване на разпространение на ХИВ/СПИН сред семействата на донорите на кръв показват, че 6,17% от тях са ХИВ положителни. През 1998 година регистрираните случаи на СПИН в града са 260, а за 2006 г. са нараснали до 2965.

## Образование
Образователната система в Танзания е разделена на три степени – предучилищна подготовка, начален и среден курс. През 2006 г. в града и района около него има 76 държавни и 14 частни центъра за предучилищна подготовка, организирани обикновено към началните училища. Посещавани са от 3125 деца общо. Държавните начални училища са 77, а частните – 14. През 2001 г. са премахнати таксите за началните училища, което веднага повишава броя на децата, които ги посещават.
Развитието на образованието и осигуряването на необходимия сграден фонд, мебели и помагала са главен приоритет на управлението на града. В много от училищата не достигат чинове и учебници и част от децата седят по земята. Освен това за много от учителите няма осигурени жилища и не са подходящо мотивирани в работата си. Училищата за средния курс също не достигат и затова изискванията за записване в тях са сериозно завишени. Въпреки това съществуват причини, поради които някои от децата отпадат от училище. На първо място това са бягствата от клас, а на второ – ранната бременност. Всеобщото начално образование е сред приоритетите в образователната политика на Танзания. Един от основните проблеми при него е липсата на добре обучени учители. Затова в страната са разкрити множество учебни заведения, подготвящи учителски кадри. Едно от тях е „Елитен учителски колеж Танга“ (Tanga Elite Teacher’s College(TETCO). Това е частно учебно заведение, разкрито през 2008 г. с курс на обучение 2 години. Един от приоритетите му е подготовката на учители за масайските деца, за които достъпът до училища е затруднен, поради номадския начин на живот на племената.
През май 2006 г. в Танга е открита гимназия „Толедо“ с капацитет 500 ученика. Намира се в предградието на града Муанзаге и в него преподават 18 учителя. Съотношението между броя на учители и ученици е едно от най-добрите в града. Тук се намира още „Християнски библейски колеж Танга“ (Tanga Christian Bible College (TCBC), спонсориран от Източноафриканското мисионерско дружество на град Александра, Вирджиния, САЩ. Колежът за инженерни науки и технологии (The College of Engineering and Technology (CoET) е клон на този в Дар ес Салаам и е открит през 2003 г.
Учебният комплекс „Екенфорд“ (Eckernforde Tanga University (ETU) е частно учебно заведение, съставено от начален и среден курс, квалификационни курсове и 3-годишен университетски курс на обучение, даващ степен бакалавър по изкуства и образование. В началния курс (Eckernforde English Medium Primary School) обучението става на английски и задължително се изучават компютърни науки и френски език. Към комплекса е включен Учителски колеж със срок на обучение 2 години и комбинации между специалностите география, история, математика, суахили, английски език, химия и биология. Студенти се обучават и в Института по търговия и индустрия към комплекса. Той заема две крила от 6 етажна сграда в центъра на града близо до стадион „Мкуакуани“. Освен това има следните допълнителни специалности – Електрически инсталации, Механизация (за I и II степен – едногодишен курс, за III степен – 2 години), управление на моторни превозни средства с продължителност на курса 1,5 месеца, Базово компютърно обучение – продължителност 6 месеца, Електроника и телевизионни услуги с обучение 2 години.

## Туризъм и забележителности
Туристическия потенциал на града и региона все още не се използват в пълна степен, а той има сериозен капацитет за неговото развитие. Край Танга се намират няколко интересни туристически обекта, природни забележителности или такива, свързани с историята на страната. Освен това той е отправна точка за посещение на остров Пемба и Занзибар. На юг от него се намира Саадани, единственият национален парк на Танзания, разположен на крайбрежието на Индийския океан. На северозапад от града, на склоновете на планината Усамбара се намира ловният резерват Мкомази, един от малкото хабитата на черния носорог. Туристическата индустрия в Танга не е на подходящото ниво, но даденостите на областта предполагат бързото ѝ развитие.
- Недалеч от града, на 8 km по пътя към Момбаса,[7] се намира интересна природна забележителност. Това са пещерите Амбони, най-обширните варовикови пещери в страната, образувани преди около 150 милиона години и съдържащи многобройни сталактити и сталагмити. Общата дължина на проходите в тях е около 200 km, а от подземните системи съществуват изходи в Кения и в района на Килиманджаро. Според спелеологичните проучвания от 1994 г. най-дългата самостоятелна галерия е 900 m. Някои от тунелите са високи десетина метра, а на таваните им има процепи, от които прониква слънчева светлина. Лианите, които растат по дъното на пещерите се издигат нагоре и се промушват през отворите за да достигнат до повърхността.[7] Могат да се видят интересни варовикови образувания, наподобяващи скулптурни фигури с голямо цветово разнообразие.[23] Пещерите са убежище на няколко вида прилепи. Те са и сред най-старите населени обекти, дори на някои места могат да се видят древни скални рисунки.[7] Околните племена и до наши дни придават религиозно значение на пещерите и носят тук храна и бутилки с животинска кръв. Правителството забранява достъпа до пещерите с цел безопасност, но някои от входовете са открити за туристи.[2]
- На 17 km на юг от Танга, на мястото на бившето пристанище се намира малкото селце Тонгони, за което се счита, че е създадено от преселници от Шираз в Персия, които са установили множество мюсюлмански селища по източното крайбрежие на страната.[2] Предполага се, че основите му са положени от Али бин Ал-Хасан, човекът, създал град Килуа и основал едноименния султанат.[5] До 17 век това бил цветущ търговски център, но нарушаването на икономическите връзки от страна на португалците постепенно го довеждат до упадък.[2] Сега на това място са съхранени руините на древния град с разрушени джамии, два кладенеца и гробници с около 40 m обща дължина, датирани от 15 век. В гробниците са намерени надписи на персийски език.[5] Под клоните на могъщи баобаби се виждат останки от полуразрушени колони и каменни гробници, оплетени от лиани и напомнящи за отминало величие. През април 1498 г. в селището акостират корабите на Вашко да Гама, който през следващата година пристига тук за втори път и остава в продължение на 15 дни. От Тонгони се открива гледка към околните мангрови гори, едно от богатствата на Танзания.[2]
- Във входа на залива, срещу пристанището се намира остров Тотен, наименованието на който означава „Мъртвият остров“.[2] Тук са били докарвани и изоставяни неизлечимо болни хора от града и околностите му.[7] На него също са се съхранили развалини от две джамии и гробници, както и старо немско гробище от 19 век.[2] Бил е обитаван от племето диго, което се преселва в Танга и за което се предполага, че е дало името на града. Островът е известен и с някои ендемични видове дървета и птици.[7]
- На изток от града, на около 30 km от пристанището се намира остров Ямба (Джамба), заемащ площ от 230 km2. Бил е населен от племето уадиго, а сега там живеят ендемични видове змии, птици и костенурки. Крайбрежните гори също съдържат видове дървета, характерни само за острова.[7]
- Горещите серни извори край града привличат все повече туристи, които за 2011 г. са нараснали на 20 000, а приходите от тях са достигнали 20 милиона танзанийски шилинга. Във връзка с увеличената посещаемост се правят планове за реконструкцията и рекламирането им, залегнали в програмата за взаимопомощ между Танга и град Кеми във Финландия.[24]

- На запад от града се намира природния резерват Амани, който е изключително богат на различни растителни видове и представлява втората по големина в света ботаническа градина. Флората и фауната тук са уникални. Видовият състав на растителността е изключително разнообразен и със сложна структура. Тук се издигат множество огромни дървета, чиято височина достига над 60 m. Площта под тях е заета от различни растителни видове, включително катерливи, увивни и паразитни растения, бриофити, епифити и лиани.[7] През 1902 г. територията е организирана от немците като научноизследователска станция[25] и първия разсадник за дървета в Танзания. Заема около 350 хектара[7] и е обявен за резерват през 1997 г.[25] Германците са засадили около 900 различни дървесни видове, както обикновените местни дървета, така и екзотични от различни краища на света.[7] Резерватът заема хълмистите райони на планината Усамбара, растителността е поразяващо буйна, върховете на някои дървета се издигат толкова нависоко, че закриват околните хълмове, а височината на папратите надвишава човешки ръст. В резервата се намират чаени и карамфилови плантации и големи хлебни дървета от вида джекфрут, който е една от основите на местната кухня. Недоузрелите плодове се пекат или се готвят като яхния, а зрелите се ползват за салати и десерти. На някои места могат да се срещнат останки от немския колонизационен период – развалини на мелници и ръждясали железопътни релси.[2]
- Укрепеният хълм Ндола в резервата Амани представлява разработен археологически обект, в който са намерени находки, доказващи наличие на древно население от каменната ера. Резерватът се намира в планината Усамбара и е богат на пещерни образувания, служили за отбрана по време на племенни войнѝ. На това място може да се види и стара немска болница, както и гробищният парк в близост до нея.[7]
- По крайбрежието на север и юг от Танга са разположени рибарски селища, към които се организират посещения и където туристите могат да се запознаят с живота на местното население. В рибарските мрежи освен риби попадат и морски звезди, раци и други представители на морския свят. Жените разделят улова и го приготвят и предлагат директно на открито. Има организиран и рибен пазар.[2]

## Икономика
Икономиката на региона се основава главно на риболова и селското стопанство, като най-силно развито е земеделието. Отглеждат се главно царевица, бобови култури и маниока, както и култури за експорт, като сизал, кашу, кафе, чай, памук, кокосови орехи, каучуково дърво. Тук е един от центровете за производство на сизал в Танзания. След навлизането на синтетичните влакна, търсенето на сизал рязко спада и фабриката за производство на изделия от него е закрита. Регионът се слави и с голямо разнообразие от плодове през цялата година, тъй като моделът на валежите осигурява високо почвено плодородие. Въпреки това се забелязва известна стагнация в отрасъла поради недостиг на инвестиции и осигурени пазари. Преобладаващите отглеждани видове в животновъдството са едрият рогат добитък, следван от кози, овце, свине и кокошки.
Риболовът е добре развит, но се осъществява обикновено само в континенталния шелф, който е доста тесен – между 3 и 5 km. Основният улов включват риба тон, Larnpris regius, риба меч, синя риба и други морски обитатели като омари, скариди, раци и октоподи. Количеството уловена риба за 2006 г. е 1042 тона. Повечето рибари ползват малки плоскодънни лодки или канута, както и лодки с платна. Част от улова веднага се суши на слънце или се опушва, а друга част се продава в прясно състояние. В града работят две компании (Tanpesca и Bahari Food), занимаващи се с износ на риба, но основните експортни стоки са октоподи, калмари, сепии, омари и раци.
В Танга работят предприятия от хранително-вкусовата и текстилна промишленост, дървообработващи и металургични заводи. В града има фабрика за безалкохолни напитки, завод за валцована стомана, фабрики за мебели, торове, пластмасови изделия, шперплат, сапуни, облекла, канап, дъскорезници и др. Близо до града се добиват сол, слюда, гипс и мед.
През 1980 г. в експлоатация влиза завод за производство на цимент и циментови изделия, проектиран и разработен от датска компания. Поради разрастването на пазарите продукцията непрекъснато се увеличава и през 2009 г. достига 1,25 милиона тона, като част от нея се изнася за Руанда и Бурунди.
В средата на 2011 г. ръководството на града и южнокорейската неправителствена организация „Africa Future Forum“ сключват споразумение за създаването на индустриален парк в квартал Понгуе. В него ще бъдат разположени предприятия на леката промишленост. Очаква се в изграждането да участват над 20 фирми и инвеститори, а присъствието му ще увеличи трудовата заетост на гражданите.
За 2002 г. работещите в Танга са общо 86 368 души, със следното разпределение на заетостта (брой хора):
- Публична администрация и законодателство – 676
- Специалисти – 1241
- Учители и асоциирани професии – 6775
- Чиновници – 1425
- Мениджъри в малкия бизнес – 3026
- Магазини и услуги – 13 371
- Улични търговци – 14 417
- Занаятчии – 8175
- Земеделци – 20 233
- Животновъди – 854
- Рибари – 5100
- Работници в заводи – 4060
- Професии без специална подготовка – 6870
- Други – 145

Работната ръка по отрасли се разпределя както следва:
- Селско стопанство – 18 027
- Риболов и горско стопанство – 11 270
- Минно дело и каменни кариери – 703
- Промишленост – 7434
- Добив на електричество, газ и вода – 1180
- Строителство – 2260
- Продажба на сурови хранителни продукти – 3568
- Търговия на дребно и едро – 20 486
- Транспорт и комуникации – 3153
- Финанси и застраховки – 693
- Публична администрация и образование – 15 847
- Други – 1743

Танга предлага сериозен потенциал за бъдещо икономическо развитие, като осигурява отлична връзка чрез железопътния транспорт и основните пътища с всички части на страната. Тук е второто по големина пристанище в Танзания, има достатъчно квалифицирана работна ръка и впечатляващо културно наследство. Огромните възможности, които съществуват в Танга не са използвани пълноценно за да се ускори желаното икономическото развитие.
През 2006 г. общинският съвет започва да си сътрудничи с Германската служба за развитие (DED) за насърчаване на местното икономическо развитие. Дейността е насочена към насърчаване на растежа главно на частния сектор, като се има предвид, че създаването на повече и устойчиви работни места е една от най-ефективните мерки за намаляване на безработицата и бедността и се очаква да доведе до по-висок жизнен стандарт на гражданите.

## Транспорт и комуникации
Град Танга е важен транспортен възел, свързващ крайбрежието на Индийския океан с континенталната част на страната. Има изградени голямо пристанище, железопътна гара и летище. Поради това е един от значителните търговски центрове на Танзания. Оттук минава голяма част от износа на чай, кафе, памук и много други стоки, произвеждани в северната част на страната.(2)

### Пътища
Асфалтирана автомагистрала в добро състояние свързва града на юг с Дар ес Салаам и на север с Моши и Аруша. Магистралата до Дар ес Салаам прави връзка през Чалинзе чрез Танзам до Морогоро. Автогарата се намира в центъра на града и го свързва с населените места в региона.

### Железопътен транспорт
Разрасналата се търговия със сизал и нарастващият му износ става повода за изграждане на жп гара и железопътна линия в края на 19 век. Тя минава през планините Усамбара, през Моши и достига чак до подножието на Килиманджаро. Това от своя страна дава нов подтик в развитието на икономиката на града.
Градът е голям железопътен възел, който свързва северното крайбрежие на Танзания с централната част на страната. Оттук има връзка с икономическата столица Дар ес Салаам, а също и към селищата на двете големи езера Виктория и Танганика.
Железопътната гара се намира в близост до пристанището, така че прехвърлянето на стоки от единия тип транспорт към другия става лесно и бързо.

### Воден транспорт
Пристанището на Танга е второ по големина в страната след това на Дар ес Салаам и заема няколко километра по протежение на брега. Разположено е в северната част на града, на залива срещу остров Тотен. Капацитетът му е 500 000 тона товари годишно. Водите пред него не са достатъчно дълбоки за да могат да акостират големи кораби, което налага претоварването на стоките от такива кораби на лихтери и превоза им до брега. През него минават повечето стоки от северните региони като Килиманджаро, Аруша и Маняра. През 2005 г. пристанището е приело 251 400 тона импортни стоки и 188 200 т. експортни.
През 2004 г. оттук са преминали 117 362 тона за износ, разпределени по видове както следва:
- Цимент – 47 261 т.
- Сизал – 11 574 т.
- Кафе – 10 469 т.
- Бобови култури – 4924 т.
- Въжета от сизал – 1315 т.
- Други – 39 815 т.

За същата година през пристанището са внесени следните стоки:
- Петрол – 39 213 т.
- Машини и машинни части – 29 438 т.
- Хартия и хартиени продукти – 2335 т.
- Автомобили, трактори и ремаркета – 254 т.
- Железни и стоманени изделия – 82 т.
- Други – 63 824 т.

Организиран е превоз със скоростни лодки, които осигуряват редовен достъп до пристанищата на Дар ес Салаам, Пемба, Занзибар и Момбаса в Кения.

### Въздушен транспорт
Край югозападната част на града, на около 3 km от центъра му, се намира летището на Танга. Осигуряват се редовни и чартърни полети с Чесна 206 с капацитет 13 пътника до Дар ес Салаам, Занзибар и Момбаса. Разполага с две писти – една асфалтирана, с дължина 1286 m и ширина 31 метра и втора тревна с размери 1385 m х 30 m. Летището е в състояние да обработва малки и средни самолети, както и Fokker Friendship типове 27, 28 и 50. През 2004 г. са извършени 1328 полета и са превозени 5787 пътника.

### Комуникации
Градът е с осигурена телефонна връзка до всички точки на света и има изградена мрежа за клетъчните телефони. Доставчици на мобилни комуникации са Celtel, tiGO, Vodacom, Zantel. Един от тях е и MIC Tanzania Limited, който е съден през 2010 г. от градската управа за неправомерно строителство на кула на мястото на предвиден по градоустройствения план стадион.
Радио и телевизионните предавания, както и пощенските услуги са достъпни в целия град. Радио услугите включват Радио Танзания, Sauti Ya Tanzania Zanzibar, FM Стерео (Радио RFA и Радио Sauti Ya Injili). Създадена е и местната телевизионна станция TaTV. Кабелната телевизионна мрежа включва Бахама, CTV, Mng'Amboni, Korogwe и Muheza. Свои офиси в Танга имат и ITV, TVT, TVZ, DTV, Канал Десет и Star TV. Пощенски и експресни пощенски услуги се предлагат от Tanzania Post Corporation и DHL.

## Водоснабдяване и канализация
Организацията UWASA, която се грижи за водоснабдяването и канализацията на района ползва само един водоизточник – язовир Мабаяни на река Сиги с годишен капацитет от 7,7 милиона кубични метра. Реката извира от резервата Амани в планините Усамбара и се влива в Индийския океан, а язовирът се намира край село Панде на 26 km от центъра на града. През 2008 г. градското население е 244 000 жители и водоснабдителната мрежа покрива 99% от нуждите в централните части и 72% от сградите в периферията. Доставяната вода е добре пречистена и безопасна. Пречиствателната станция е с капацитет от 42 000 m3/ ден, докато необходимото количество се оценява на 26 500 m3 дневно за градското население и 42 000 m3/ден за поливните площи. Системата за разпределение на водата се състои от тръби с различен диаметър, от 700 mm до 50 mm, а общата им дължина е 451 km.
Нужни са допълнителни водни източници за нарастващото население на града, във връзка с което се правят проучвания в региона. Предвижда се те да бъдат разработени между 2015 и 2025 г.
Канализационната система на Танга е крайно недостатъчна, изградено само в централните части на града и обслужваща 16% от наличните сгради. Пречиствателната станция за отпадни води се намира в Моуе и има капацитет от 42 000 m3 на ден. През 2008 г. системата се състои от 33,8 km тръбопроводи и 2406 канализационни връзки.

## Екология
Проблемът с извозването на отпадъците в Танга е изключително сериозен, защото липсва оборудване за целта. Насъбраните боклуци по улиците бързо се разлагат, изпълват града с тежка миризма и стават причина за различни заболявания. Във връзка с този проблем през април 2011 г. градската управа взима решение всяка първа събота от месеца гражданите да почистват с доброволен труд всички части на града. За тази цел е забранено от 7:30 сутринта до 12:30 часа на обяд да има отворени магазини, ресторанти, аптеки, пазари и всякакви обслужващи населението обекти. В града се създава хаос, тъй като пред аптеките и магазините постепенно се оформят дълги опашки от хора, които чакат отварянето им. Управата предупреждава, че всеки който наруши заповедта и започне работа в обекта си, ще бъде глобяван с 50 000 танзанийски шилинга. Тези драстични мерки предизвикват сериозно недоволство сред жителите и бизнесмените в града. Извозването на всичкия събран боклук по време на тази кампания става само с един багер и на много места събраните отпадъци остават по местата си.